# Charbonèiras las Vielhas
Charbonnières-les-Vieilles és un municipi francès situat al departament del Puèi Domat i a la regió d'Alvèrnia-Roine-Alps. L'any 2007 tenia 902 habitants.

## Demografia

### Població
El 2007 la població de fet de Charbonnières-les-Vieilles era de 902 persones. Hi havia 384 famílies de les quals 108 eren unipersonals (68 homes vivint sols i 40 dones vivint soles), 132 parelles sense fills, 124 parelles amb fills i 20 famílies monoparentals amb fills.
La població ha evolucionat segons el següent gràfic:
Habitants censats

### Habitatges
El 2007 hi havia 601 habitatges, 387 eren l'habitatge principal de la família, 113 eren segones residències i 100 estaven desocupats. 582 eren cases i 9 eren apartaments. Dels 387 habitatges principals, 334 estaven ocupats pels seus propietaris, 40 estaven llogats i ocupats pels llogaters i 13 estaven cedits a títol gratuït; 1 tenia una cambra, 18 en tenien dues, 37 en tenien tres, 119 en tenien quatre i 213 en tenien cinc o més. 276 habitatges disposaven pel capbaix d'una plaça de pàrquing. A 166 habitatges hi havia un automòbil i a 185 n'hi havia dos o més.

### Piràmide de població
La piràmide de població per edats i sexe el 2009 era:
| Homes | Edats   | Dones |
| ----- | ------- | ----- |
| 0     | 95 o +  | 0     |
| 0     | 90 a 94 | 4     |
| 0     | 85 a 89 | 0     |
| 4     | 80 a 84 | 12    |
| 20    | 75 a 79 | 20    |
| 12    | 70 a 74 | 28    |
| 32    | 65 a 69 | 32    |
| 44    | 60 a 64 | 32    |
| 16    | 55 a 59 | 24    |
| 36    | 50 a 54 | 28    |
| 64    | 45 a 49 | 44    |
| 20    | 40 a 44 | 36    |
| 40    | 35 a 39 | 28    |
| 8     | 30 a 34 | 16    |
| 20    | 25 a 29 | 12    |
| 44    | 20 a 24 | 12    |
| 52    | 15 a 19 | 20    |
| 36    | 10 a 14 | 20    |
| 32    | 5 a 9   | 16    |
| 20    | 0 a 4   | 16    |

## Economia
El 2007 la població en edat de treballar era de 572 persones, 419 eren actives i 153 eren inactives. De les 419 persones actives 384 estaven ocupades (222 homes i 162 dones) i 35 estaven aturades (11 homes i 24 dones). De les 153 persones inactives 62 estaven jubilades, 36 estaven estudiant i 55 estaven classificades com a «altres inactius».

### Ingressos
El 2009 a Charbonnières-les-Vieilles hi havia 431 unitats fiscals que integraven 1.005,5 persones, la mediana anual d'ingressos fiscals per persona era de 17.011 €.

### Activitats econòmiques
Dels 34 establiments que hi havia el 2007, 5 eren d'empreses de fabricació d'altres productes industrials, 7 d'empreses de construcció, 12 d'empreses de comerç i reparació d'automòbils, 3 d'empreses d'hostatgeria i restauració, 2 d'empreses immobiliàries, 2 d'entitats de l'administració pública i 3 d'empreses classificades com a «altres activitats de serveis».
Dels 13 establiments de servei als particulars que hi havia el 2009, 1 era un taller de reparació d'automòbils i de material agrícola, 1 paleta, 1 guixaire pintor, 2 fusteries, 1 lampisteria, 2 electricistes, 1 perruqueria, 3 restaurants i 1 agència immobiliària.
Dels 2 establiments comercials que hi havia el 2009, 1 era una fleca i 1 una botiga d'electrodomèstics.
L'any 2000 a Charbonnières-les-Vieilles hi havia 38 explotacions agrícoles que ocupaven un total de 2.136 hectàrees.

## Equipaments sanitaris i escolars
El 2009 hi havia una escola elemental.

## Poblacions més properes
El següent diagrama mostra les poblacions més properes.